# Васил Чичибаба
Васил Димитров Чичибаба е български учен и политик от БЗНС Александър Стамболийски.

## Биография
Роден е в село Бараково на 26 януари 1935 г. Баща му е от украински произход. Завършва Висшия селскостопански институт в София през 1958 г. Работи като зоотехник в село Чапаево, Стражица и Симеоново. През 1966 г. специализира генетика и селекция на птиците в Чехословакия. От 1969 г. става член на БЗНС. През 1968 и 1974 г. специализира във Франция. От 1972 до 1990 г. е агент на Държавна сигурност с псевдонимите „Х-2“ и „Митко“. Между 1973 и 1978 г. е научен секретар на Института по птицевъдство в Костинброд. През 1977 г. става доктор на селскостопанските науки и старши научен сътрудник I ст. в Хибридния център по птицевъдство в Костинброд. От 1982 г. е заместник отговорен редактор на сп. „Животновъдни науки“.
В периода 1978 – 1982 г. е директор на Научно-производственото обединение по птицевъдство в Костинброд. От 1989 г. е член-кореспондент на БАН. От 1982 г. е зам.-председател на Селскостопанската академия, а през 1992 г. става неин председател. От 1993 до 1997 г. е член на Постоянното присъствие на БЗНС „Александър Стамболийски“. Васил Чичибаба е министър на земеделието и хранителната промишленост през януари 1995 – януари 1996 г. в правителството на Жан Виденов. По време на неговото управление се развива зърнената криза, заради което Чичибаба подава оставка. Наследен е от своя съпартиец и председател на БЗНС „Александър Стамболийски“ Светослав Шиваров, вицепремиер в същото правителство. Умира на 8 декември 2013 г.

## Трудове
- „Конструиране на нови селекционни индекси и използването им при селекцията на птиците“ (на руски език, 1971)
- „Производство на бройлери в страните – членки на СИВ“ (на чешки език, 1977)
- „Проблеми и постижения на птицевъдството в Европа“ (1982)
- „Проблеми на промишленото птицевъдство в България и Молдавската ССР“ (1988)*